# 10 santīmu
10 santīmu (forkortet 10 s) er en underenhed af lats i Letland. 
Mønten har en diameter på 19,9 mm, den vejer 3,25 g og består af en blanding mellem kobber, zink og nikkel. Den er guldfarvet og har en glat rand.
- 10 santīmu

Kunstnerne bag designet er Gunārs Lūsis og Jānis Strupulis. 
På den ene side ser man i midten et billede af Letlands mindre våbenskjold og rundt om det står der Letlands republik(Latvijas Republika). Under våbenskjoldet står der årstallet for prægningen imellem to prikker. 
På den anden side ser man i midten et 10-tal, hvorunder der står SANTĪMU, til højre og venstre for 10-tallet ser man to etnografiske sole, derimellem er der 5 halvcirkler(som symboliserer arbejdstiden). 
Mønten er kun blevet præget én gang i 1992 af Bayerisches Hauptmünzamt i Tyskland.
Santīms er et lettificeret låneord fra fransk(centime). 